# Victor Chernov
Viktor Mikhailovich Chernov (russo: Виктор Михайлович Чернов; 7 de dezembro de 1873 - 15 de abril, 1952) foi um revolucionário russo e um dos fundadores do Partido Socialista Revolucionário russo. Ele foi o principal ideólogo e o "cérebro" do partido.

## Biografia

### Primeiros anos
Viktor Chernov nasceu em Novouzensk, uma cidade ao sudeste de Saratov na provincia de Samara. Ele era filho de um ex-servo camponês que se tornar um funcionário de baixo nível no serviço público local.
Chernov estudou em Saratov, um viveiro de radicalismo, onde se uniu a um círculo de discussão populista, onde leu as obras de Nikolay Dobrolyubov e Nikolay Mikhaylovsky. Suas inclinações radicais atraíram a atenção da polícia local e Chernov teve que transferir-se para Iurev para poder terminar o seu último ano de estudo.
Chernov matriculou-se no departamento de Direito da Universidade de Moscou, onde mais uma vez se juntou a um círculo radical, defendendo visualizações populistas contra os marxistas. Ele foi preso por suas atividades políticas na primavera de 1894 e passou 9 meses na prisão em São Petersburgo. Depois de sua prisão, Chernov foi condenado a um período de exílio administrativo na Rússia central.

### Carreira política
Em 1894 ele se uniu a Mark Natanson em uma tentativa de unir todos os movimentos socialistas na Rússia, e com outros membros foi preso e exilado. Depois de passar algum tempo a organizar os camponeses em torno de Tambov, ele foi para Zurique em 1899. Ele se juntou ao Partido Socialista Revolucionário após a sua fundação, e em 1902 tornou-se o editor de seu jornal Rússia Revolucionária. Ele voltou para a Rússia após a Revolução de 1905, depois de boicotar as eleições para a primeira Duma, ele venceu a eleição para a Segunda Duma e se tornou um líder da facção SR.
Em 1907 ele publicou sua obra mais conhecida Filosófica e Estudos Sociológicos em que ele expôs o ponto de vista de Richard Avenarius. Como tal, ele foi um dos Machists russos criticados por Lenin no livro Materialismo e Empiriocriticismo (1909).
Sob o governo provisório de Alexander Kerensky em 1917, Chernov foi o Ministro da Agricultura.
Em Janeiro de 1918 foi eleito presidente da Assembleia Constituinte, concorrendo contra a candidata apresentada pela ala esquerda do SRs, Maria Spiridonova, mas a Assembléia é dissolvida depois de um dia pelos bolcheviques. Depois da dissolução forçada da assembleia o partido socialista revolucionário se divide em facções, uma favorável a cooperação com os bolcheviques e outra hostil à mesma, Chernov encabeçava una terceira que tratava de manter a neutralidade entre elas. Da mesma maneira que os mencheviques, Chernov defendia enfrentar de um modo legal os bolcheviques, através da obtenção de maiorias nos sovietes e com o apoio das massas. Após a proibição do seu partido, ele se exila na Europa.